# Депортация талышей
Депортация талышей (тал. Tolyšon surgun) — сталинские депортации с целью этнической чистки талышского населения из приграничных с Ираном районов, а также с целью внутренних изменений этнического состава определённых районов. Осуществлялась в Среднюю Азию и в Кура-Араксинскую зону Азербайджанской ССР.

## Предыстория
В 1936 году была принятия новая Конституция СССР и ликвидирована Закавказская Социалистическая Федеративная Советская Республика и отношение к народам изменилось, начался период внедрения политики ассимиляции многих национальных меньшинств в пользу титульного народа и запрета их этнонима.
После пленума ЦК, состоявшегося 6 июня 1937 г. накануне XIII съезда Компартии Азербайджана, где обсуждался вопрос о содержании предстоящего отчета ЦК съезду, в числе других был затронут вопрос об очищении азербайджанского языка от персидских, арабских и османских наслоений. Один из участников обсуждения заговорил о необходимости «очищения татского языка». На что Мирджафар Багиров сказал — «Я думаю, пора перейти от татского, курдского, талышского языков к азербайджанскому языку. Наркомпрос должен проявить инициативу, все они азербайджанцы».
После данного пленума было принято решение от отхода обучения на иных языках и перехода на азербайджанский язык, были закрыты школы на талышском языке, прекращены периодические издания, а талышские учёные и общественные деятели (Ахмедзаде З., Насирли М., Мирсалаев Б. и др.) подверглись репрессиям.

## Депортация 1938 года
Репрессии в отношении талышей коснулись не только интеллигенции, но обычного населения. По телеграмме января 1938 года нарком внутренних дел СССР Н. Ежов направил зам. наркому внутренних дел Азербайджанской ССР Т. Борщеву о требовании немедленно произвести очистку иранских районов Баку и Кировабада. Требовалось задерживать иранцев, не имеющих советского или иранского паспорта, в первую очередь, лиц, занимавшихся антисоветской деятельностью, проводить широкомасштабные допросы для выявления соучастников, а после вынесения судебного решения высылать их с семьями либо в Иран, либо в специально определенные места в пределах СССР.
С связи с развитием нефтяной промышленности в Баку с 70-х годов XIX века иранцы активно мигрировали в Азербайджан, в качестве трудовых мигрантов.
На отношение к иранцам со стороны властей также повлияли действия шахсевенов, они не подчинялись центральной власти и терроризировали приграничное население. Это привело к тому, что талыши, гиляки, тати и другие, проживавшие на юго-восточном побережье Каспийского моря иммигрировали в Азербайджанскую ССР.
В связи с чем согласно телеграмме января 1938 года советская власть начала проводить политику «очищения приграничных районов от нежелательных и недостойных элементов». Устные интервью показывают, что многие талыши, проживающие в поселениях вблизи иранской границы, были насильственно выселены из своих домов. Чиновники давно беспокоились, что талыши, которых некоторые чиновники характеризовали как «самый отсталый народ», имели культурные и родственные связи с Ираном. Талышей посчитали ненадежными приграничными жителями, находящими в изоляции от советской системы и культуры.
В своем меморандуме 1931 года о работе среди национальных меньшинств Азербайджана Алимадатов уделил значительное внимание пограничным вопросам и иранскому влиянию в талышских районах. Отмечая, что их образ жизни ближе к образу жизни в Иране, чем в остальной части Азербайджана, и что советские талыши сохранили тесные родственные связи с талышами в Иране. Алимадатов приходит к выводу, что чувствительность ключевых приграничных регионов, населенных культурно отсталыми «малышами», требовала немедленного внимания к культурному и экономическому развитию талышской народности.
В результате этого значительное количество этнических талышей из Астаринского, Ленкоранского, Лерикского, Ярдымлинского района были депортированы в пустыни Казахстана и Азербайджана, несмотря на то что их этническая принадлежность не была упомянута в официальных документах. Как указывает Криста Гофф, талыши были депортированы в это время либо потому, что они были включены в иранскую категорию, т.е. указаны как «иранец», либо потому, что они жили вдоль иранской границы в Советском Азербайджане. Петр Кокайсл сообщает, что точные данные о количестве депортированных талышей остаются неуловимыми, поскольку в общедоступных документах и записях упоминаются «иранцы» или «курды» в целом, что является ошибочной идентификацией.
Некоторые чиновники решили, что лучшим способом противодействия беспокойству о нестабильных границах и подозрительных жителях будет физическое удаление людей, характеризующихся как ненадежные, из этих районов. Некоторые талыши были депортированы в Среднюю Азию, в то время как другие были вынуждены покинуть свои деревни и переехать в такие города, как Астара и Ленкорань, где за ними, предположительно, можно было лучше следить.
После опираясь на документ января 1938 года в письме, отправленном председателю Совнаркома В. Молотову, с подписями наркома внутренних дел Н. Ежова и начальника управления государственной безопасности СССР Л. Берии, от 24 сентября 1938 года, указывается:
Решением Политбюро от 19 января 1938 г. (Протокол № 56/308) НКВД СССР было предложено всех иранцев, проживавших в приграничных районах Азербайджана и оформивших советское гражданство, в месячный срок переселить в Казахстан. Это решение своевременно выполнено не было.
Сейчас учтено и подготовлено к переселению в Казахстан 2000 семей (6000 чел.) иранцев, оформивших советское гражданство. Переселение их было намечено начать 15 октября 1938 г. Представляем проект постановления СНК СССР о порядке переселения и хозяйственного устройства иранцев.

Просим его утвердить.
8 октября 1938 года было принято Постановление СНК СССР № 1084–269-сс «О переселении иранцев из пограничных районов Азербайджанской ССР в Казахскую ССР», определяющее юридические, финансовые, технические и экономические аспекты данной депортации. На осуществление указанных мероприятий было выделено лишь 3,4 миллиона рублей. Совнаркому Казахской ССР было поручено строительство 1000 двухквартирных домов для размещения мигрантов в течение 1938–1939 годов. При этом мигранты должны были использовать собственные ресурсы как при строительстве, так и при подготовке строительных материалов.
6 ноября 1938 года СНК и ЦК КП (б) Казахстана детализировали меры применяемые к переселенцам, были определены места проживания депортированных в Алма-Атинской и Южно-Казахстанской областях. В постановлении поручено руководству областей и районов обеспечить доставку семей иранских переселенцев в намеченные места в течение 12 часов после их прибытия в Казахстан. Ремонтные работы в специально подготовленных домах для них должны были быть завершены в течение четырех дней. Каждой семье должна была быть предоставлена сумма в размере 1600 рублей, чтобы они могли быстро привести свои домашние условия в порядок. В течение пяти дней должна была быть организована работа по обеспечению иранцев мукомольными продуктами и кормами для их скота. Министерству просвещения поручено было провести точный учёт детей переселенцев школьного возраста и создать условия для их обучения в местных школах. Если среди переселенцев были учителя, их следовало немедленно принять на работу независимо от знания казахского или русского языков и провести для них курсы переподготовки с полным сохранением заработной платы. Талышей расселяли в 12 районах Казахстана.
В реальности из-за финансовых затруднений и слабой материально-технической базы большинство указанных мер остались на бумаге, и переселенцы столкнулись с серьезными материально-бытовыми проблемами и различными инфекционными заболеваниями на своих новых местах жительства. Также советская власть имела планы привлечения талышей к строительству Байкало-Амурской магистрали наряду с корейцами, поляками, курдами, армянами.

## Депортации 1939-1953 годов
С 1939 года по 1953 год для обеспечения безопасности 800-метровой зоны у границы с Ираном в Ярдымлинском районе Азербайджанской ССР были проведена депортация талышей. Депортировали жителей сёл Тезекенд, Сиброни, Алили и Абили в Пушкинский район (ныне Билясуварский) Азербайджанской ССР. Один из вынужденных переселенцев вспоминает: 
Лучше бы я никогда не дожил до того дня, когда Сталин решил нашу судьбу. Помню, как однажды нас пришли забирать из нашей деревни. Это было похоже на плохой сон. Они переселили нас всех в Билясуварский район, который в то время был Пушкинским. Это было похоже на то, что тебя вырвали с корнем, как будто сердце было разорвано на части. Мы чувствовали себя потерянными в нашем новом окружении. То, что мы считали домом, теперь стало далеким воспоминанием
После поездки Мир Джафара Багирова в Варгедузский район (с 19 июля 1938 года район стал Ярдымлинским) летом 1937 года ЦК Компартии Азербайджана 1 августа 1937 года принял постановление № 14/2 о переселении жителей всех жилых районов, расположенных в пределах 500 метров от границы Ирана.
В 1942 году во время Второй мировой войны году жители сёл, в том числе Абасаллы, Кёхнэ Кышлаг, Пирдовдан, Овра и Латсейр были переселены из Ярдымлинского района. Ситуация продолжилась и в 1953 году — Арвана, Гаравулдаш, Деман, Аваш, Биналар, Перинбель, Алвараз, Анджакала, Пештасар, Шатакар, Ниязони, Фындыклы, Кышлаг, Валишли, Ханбулаг, Авараг, Маджейир, Алиабад, Лимар, Шала, Лазран и Эчара были принудительно перемещены в Муганский и Ширванский регионы Азербайджана. Это масштабное переселение привело к рассредоточению талышского населения по всему южному региону страны, существенно изменив демографическую структуру региона.

### 1950-е годы
В начале 1950-х годов происходил ещё один этап этнической чистки в Талышском регионе, в соответствии с планами расширения производства хлопка, пшеницы и других культур в зоне Кура-Араксинской низменности (Сабирабад, Саатлы, Агдам, Агдаш, Агсу, Евлах, Хачмаз, Зардаб, Барда, Бейлаган и Билясуварские районы).
Также председатель Комитета государственной безопасности Азербайджанской ССР С. Емельянов в «совершенно секретном» документе требовал о депортации из Лерикского и Ярдымлинского районов 165 семей (409 человек), которые ранее самостоятельно переехали в Масаллинский район. С.Емельянов предлагал депортировать их в районы Кура-Араксинской низменности.
Немногим позже, в январе 1953 года, по другому приказу Емельянова, была проведена ещё одна депортация в Талыше. В этот раз должны были быть принудительно переселены жители сёл Унуз, Тангов, Армуди, Сиёв, Джар, Гейбетулла-махалла, Кодон, Пийекянаруд, Зангуляш Астаринского района в районы Кура-Араксинской низменности. Азербайджанцы, переселенные из горных районов Армении в Кура-Араксинские районы, столкнулась с антисанитарией и нехваткой питьевой воды. Из-за этого часть из них решила вернуться в Армению. Чтобы сохранить планы депортации, было принято решение направить туда жителей указанных сёл Астаринского района. Кроме того, часть населения, проживающего вокруг Мингечевирской ГЭС, чьи дома были затоплены или должны были быть затоплены согласно плану, также была туда переселена.
В письме председателю Совета министров Азербайджанской ССР Т.И. Гулиеву Емельянов пояснял, что депортация талышей с точки зрения государственной безопасности имеет большее значение, чем с экономической. Советские талыши, проживающие в приграничных районах, имеют тесные родственные связи с южными талышами в Иране, что может ослабить безопасность государства. Также при выселении 130 семей из сёл Алаша, Капычимахалла и Мачитмахалла Астаринского района были учтены вышеупомянутые соображения Емельянова. В приказах Емельянова не указана национальность перемещаемых людей, но он выделяет талышские области в сельской Астаре.
Согласно решению Совета министров Азербайджанской ССР и ЦК АКП, принятому в 1952 году, из Лерикского района было выселено 400 семей (2 267 человек) в упомянутые районы.
В итоге за период с 1952 по 1955 год из Астаринского, Ленкоранского, Лерикского, Ярдымлинского и Астрахан-Базарского (ныне Джалилабадский) района в Кура-Араксинскую зону было депортировано 14 000 человек талышей.
Как пишет Петр Кокайсл со ссылкой на воспоминания анонимного информанта «Моя семья происходит из одного из депортированных деревни... Правительство АССР под руководством Багирова осуществило депортацию нас, талышей, чтобы переселить тюрок в наши дома. Багиров лично посетил Зуванд и составил список деревень, подлежащих эвакуации. Это полностью изменило этническую структуру Талышистана. Примером этого является период с 1949 по 1952 год, когда из нашего региона Зуванд были переселены только талыши, но тюркские деревни остались нетронутыми. Жителям этих деревень, называемых местными талышами «Ахли Ван», т. е. тем, кто пришёл из района вокруг озера Ван, разрешили остаться».

### Условия на местах
Для талышей, которые были депортированы в Казахстан в конце 1930-х годов были предусмотрены те же социальные льготы и мероприятия, что и для тех, кто был переселён в Кура-Араксинские районы. В 1953 году в подготовленных плакатах, размещенных Комитетом по переселению Азербайджанской ССР, в районных центрах и местах скопления людей колхозникам сообщалось, что в этой зоне имеются широкие возможности для развития технических культур (хлопок, лён), а также скотоводства. В документе устанавливаются правила переселения в эти районы, определены социальные льготы и привилегии, а также указывается, что переселение осуществляется строго по принципу добровольности.
Но даже при наличии установленных правил переселения силовые структуры, ответственные за депортацию, часто вытесняют людей из родных деревень и сёл. Например, в своем отчёте, написанном в 1953 году, когда шла депортация жителей села Бандасар в Астаринском районе, С. Емельянов отмечал необходимость сохранения значительного расстояния между переселенцами и их родственниками в Иране.
Условия в Кура-Араксинской зоне были крайне неблагоприятными. Здесь была распространена малярии и других инфекционных заболеваний вследствие недостатка питьевой воды, присутствовала антисанитария, не было больниц и школ, были задержки в строительстве жилых домов, отсутствовали обещанные денежных пособия и кредиты.
Согласно исследованиям Кристы Гофф, депортированные из приграничных сёл Астаринского района были обеспокоены здоровьем своих детей. Они обращались с жалобами в правительственные органы в Баку и Москву, выражая просьбу о переселении в горные области Масаллинского, Ленкоранского или Астаринского районов.

## Последствия и современное положение
Депортация, осуществленная в отношении талышей была целенаправленной политикой, нацеленной на ускорение процесса ассимиляции. Результатом политики депортации стало то, что десятки, если не сотни тысяч талышей потеряли свою самобытность и ассимилировались. Но есть также талышские семьи депортированные в Казахстан сохранили свой язык и самоидентификацию.
Политика депортации была направлена на разделение южного и северного Талыша, подрывая этническое и культурное единство талышей. Депортация имели долгосрочные последствия, вынудив талышей покинуть страну, свои традиционные земли и адаптироваться к новым регионам, что в конечном итоге способствовало уничтожению их языка, культуры и социальных связей. Корректировки данных переписи населения и депортации в отдельные годы повлияли на демографическую структуру талышей, что привело к долгосрочным изменениям в их социальной и культурной организации.
Из депортированных талышей не все выжили в условиях ссылки. Некоторая часть сумела возвратиться на родину через четверть века, уже в шестидесятые годы. Многие так и остались жить там, ибо за эти годы у кого родители умерли, а у молодого поколения не осталось связи с родиной, а были и те кто не хотел более иметь дело с властями, депортировавшими их.
Несмотря на то, что в 1989 году, после длительной борьбы, талыши смогли официально восстановить свой этноним, утраченный в процессе переписи населения в 1959 году, но талыши до сих пор не включены в список народов, подвергнутых сталинской депортации (т.е. не признаны реабилитированным народом).